# Уряд Того
Уряд Того — вищий орган виконавчої влади Того.

## Голова уряду
- Прем'єр-міністр — Комі Классу (англ. Komi Klassou).

## Кабінет міністрів
Склад чинного уряду подано станом на 24 червня 2015 року.
| Логотип | Міністерство                                                               | Міністр                                                                       | Фото | Час на посаді | Час на посаді | Партія | Партія | Вебсайт |
| ------- | -------------------------------------------------------------------------- | ----------------------------------------------------------------------------- | ---- | ------------- | ------------- | ------ | ------ | ------- |
|         | Міністерство базового розвитку, ремесел, молоді та молодіжної зайнятості   | Віктор Сідемо Томега-Додбе (Victoire Sidemho Tomegah-Dodbe)                   |      |               |               |        |        |         |
|         | Міністерство вищої освіти та досліджень                                    | Октав Нікуе Брум (Octave Nicoue Broohm)                                       |      |               |               |        |        |         |
|         | Міністерство внутрішніх справ і цивільної оборони                          | Дамехан Ярк (Damehane Yark)                                                   |      |               |               |        |        |         |
|         | Міністерство вод, санітарії та водопроводу                                 | Біссуне Набагу (Bissoune Nabagou)                                             |      |               |               |        |        |         |
|         | Міністерство гірничої промисловості та енергетики                          | Дамміпі Нупоку (Dammipi Noupokou)                                             |      |               |               |        |        |         |
|         | Міністерство державної реформи і адміністративної модернізації             | Елліот Охін (Elliot Ohin)                                                     |      |               |               |        |        |         |
|         | Міністерство державної служби                                              | Гурдігу Колані (Gourdigou Kolani)                                             |      |               |               |        |        |         |
|         | Міністерство державної служби та адміністративної реформи                  | Коку Дзіфа Аджеода (Kokou Dzifa Adjeoda)                                      |      |               |               |        |        |         |
|         | Міністерство екології та лісових ресурсів                                  | Андре Джонсон (Andre Johnson)                                                 |      |               |               |        |        |         |
|         | Міністерство економіки і фінансів                                          | Аджи Отет Аяссор (Adji Oteth Ayassor)                                         |      |               |               |        |        |         |
|         | Міністерство житлово-комунального господарства                             | Нінсао Гнофам (Ninsao Gnofam)                                                 |      |               |               |        |        |         |
|         | Міністерство зв'язку                                                       | Джимон Оре (Djimon Ore)                                                       |      |               |               |        |        |         |
|         | Міністерство закордонних справ                                             | Комлан Едо Роберт Дюссей (Komlan Edo Robert Dussey)                           |      |               |               |        |        |         |
|         | Державний міністр закордонних справ Того                                   | Еліот Охін (Elliot Ohin)                                                      |      |               |               |        |        |         |
|         | Міністерство культури і мистецтв                                           | Фіатуво Кваджо Сессену (Fiatuwo Kwadjo Sessenou)                              |      |               |               |        |        |         |
|         | Міністерство низової ініціативи, навичок, молоді та молодіжної зайнятості  | Сідемехо Томега-Догбе (Sidemeho Tomegah-Dogbe)                                |      |               |               |        |        |         |
|         | Міністерство охорони здоров'я                                              | Квесі Сілегоджі Ахумей-Зуну (Kwesi Seleagodji Ahoomey-Zunu)                   |      |               |               |        |        |         |
|         | Міністерство планування, розвитку і територіального управління             | Мавуссі Джоссу Семоджі (Mawussi Djossou Semodji)                              |      |               |               |        |        |         |
|         | Міністерство початкової та середньої освіти                                | Флорент Баджом Маганаве (Florent Badjom Maganawe)                             |      |               |               |        |        |         |
|         | Міністерство пошти та телекомунікацій                                      | Сіна Лоусон (Cina Lawson)                                                     |      |               |               |        |        |         |
|         | Міністерство прав людини, демократії й громадської освіти                  | Леонардіна Ріта Доріс Вілсон де Соуза (Leonardina Rita Doris Wilson de Souza) |      |               |               |        |        |         |
|         | Міністерство праці, зайнятості та соціального забезпечення                 | Джон Сіабі Кваме Нкрума (John Siabi Kwame Nkrumah)                            |      |               |               |        |        |         |
|         | Міністерство промисловості, вільної торгівлі та технологічних інновацій    | Франсуа Агбевіаде Галлей (Francois Agbeviade Galley)                          |      |               |               |        |        |         |
|         | Міністерство підтримки жінок                                               | Патриція Дагбан-Зонвіде (Patricia Dagban-Zonvide)                             |      |               |               |        |        |         |
|         | Міністерство соціальної дії, допомоги жінкам та писемності                 | Деде Ахоефа Екуе (Dede Ahoefa Ekoue)                                          |      |               |               |        |        |         |
|         | Міністерство спорту та відпочинку                                          | Бакалава Фофана (Bakalawa Fofana)                                             |      |               |               |        |        |         |
|         | Міністерство сільського господарства, тваринництва та риболовлі            | Уро Кура Агадзі (Ouro Koura Agadzi)                                           |      |               |               |        |        |         |
|         | Міністерство територіального управління, децентралізації та місцевої влади | Гілберт Бавара (Gilbert Bawara)                                               |      |               |               |        |        |         |
|         | Міністерство технічної та професійної освіти                               | Амаду Брім Бурайма-Діабакте (Hamadou Brim Bouraima-Diabacte)                  |      |               |               |        |        |         |
|         | Міністерство торгівлі та заохочення приватного сектора                     | Бернадетт Ессоссіма Легзім-Балукі (Bernadette Essossimna Legzim-Balouki)      |      |               |               |        |        |         |
|         | Міністерство транспорту                                                    | Дамміпі Нупоку (Dammipi Noupokou)                                             |      |               |               |        |        |         |
|         | Міністерство туризму                                                       | Падумхеку Чао (Padumhekou Tchao)                                              |      |               |               |        |        |         |
|         | Міністерство юстиції                                                       | Кофі Есоу (Kofi Esaw)                                                         |      |               |               |        |        |         |
|         | Міністр-представник президента в кабінеті міністрів Того                   | Коку Семоджи (Kokou Semodji)                                                  |      |               |               |        |        |         |